# Pinnotheres luminatus
Pinnotheres luminatus is een krabbensoort uit de familie van de Pinnotheridae. De wetenschappelijke naam van de soort is voor het eerst geldig gepubliceerd in 1980 door Dai, Feng, Song & Chen.